# Montlaur-en-Diois
Montlaur-en-Diois ist eine Gemeinde im französischen Département Drôme in der Region Auvergne-Rhône-Alpes. Sie gehört zum Kanton Le Diois und zum Arrondissement Die.

## Geografie, Infrastruktur
Die vormalige Route nationale 93 führt über Montlaur-en-Diois. Die Gemeinde grenzt im Norden an Recoubeau-Jansac, im Osten an Luc-en-Diois, im Süden an Poyols und im Westen an Aucelon.

## Bevölkerungsentwicklung
| Jahr                       | 1962 | 1968 | 1975 | 1982 | 1990 | 1999 | 2008 | 2016 |
| -------------------------- | ---- | ---- | ---- | ---- | ---- | ---- | ---- | ---- |
| Einwohner                  | 136  | 129  | 109  | 88   | 80   | 116  | 150  | 149  |
| Quellen: Cassini und INSEE |      |      |      |      |      |      |      |      |

## Sehenswürdigkeiten

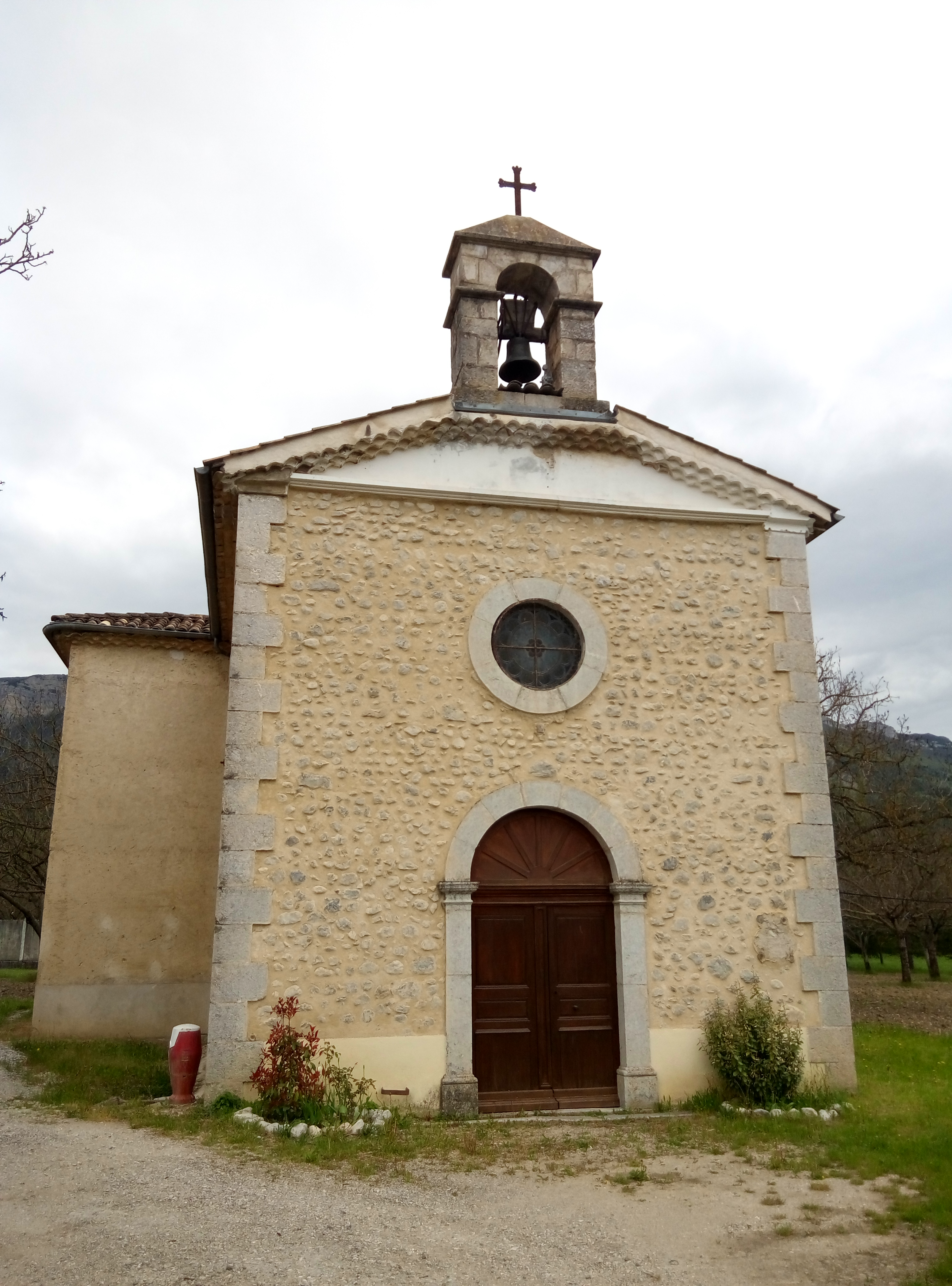
Kirche Sainte-Anne

- Kirche Sainte-Anne
- Kriegerdenkmal

## Wirtschaft
Montlaur-en-Diois liegt im Weinbaugebiet Châtillon-en-Diois, in dem unter anderem der Crémant de Die produziert wird. 